# Caballo cimarrón

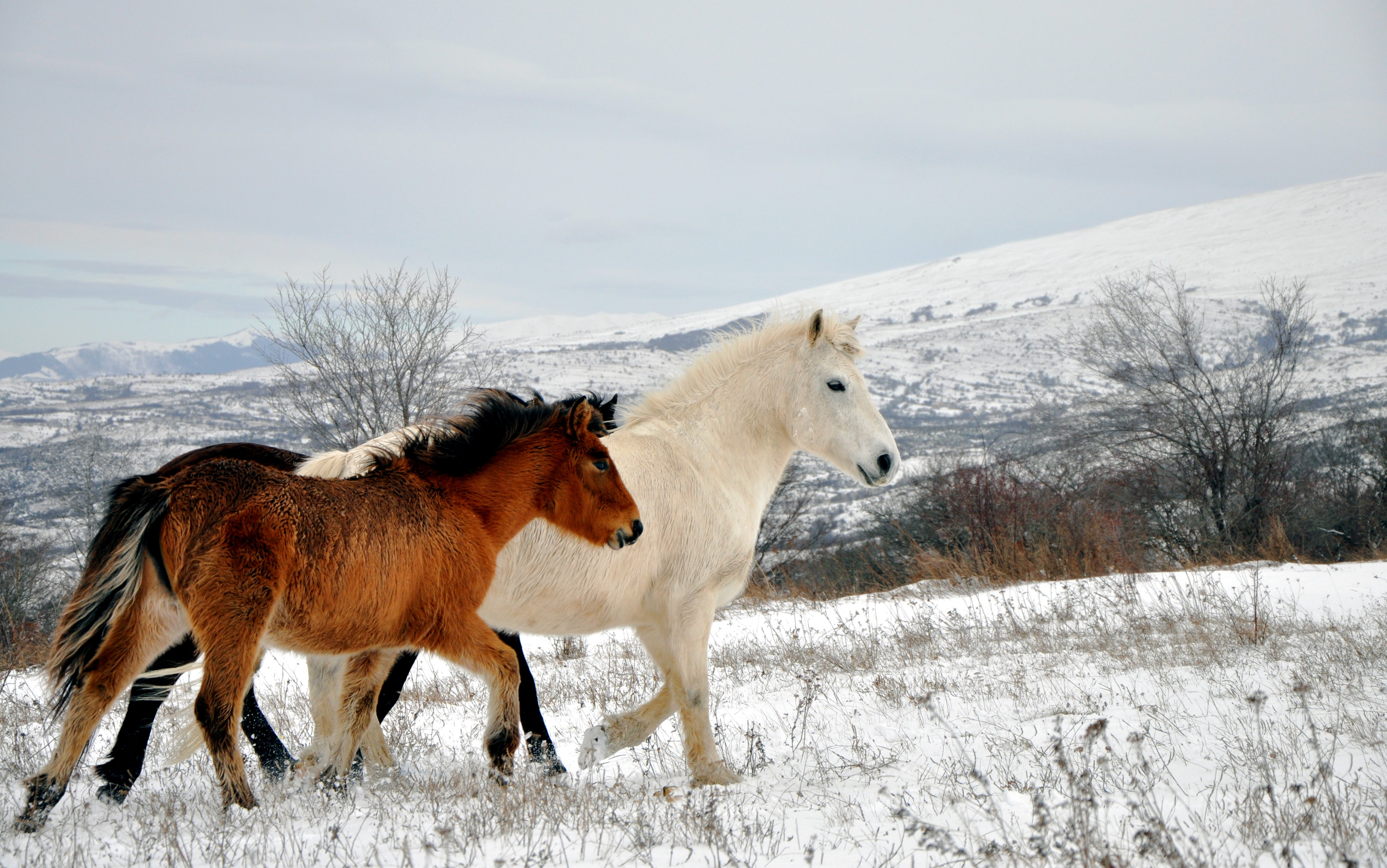
Yegua cimarrona con su potrillo en el Parque nacional de Šara, Kosovo.

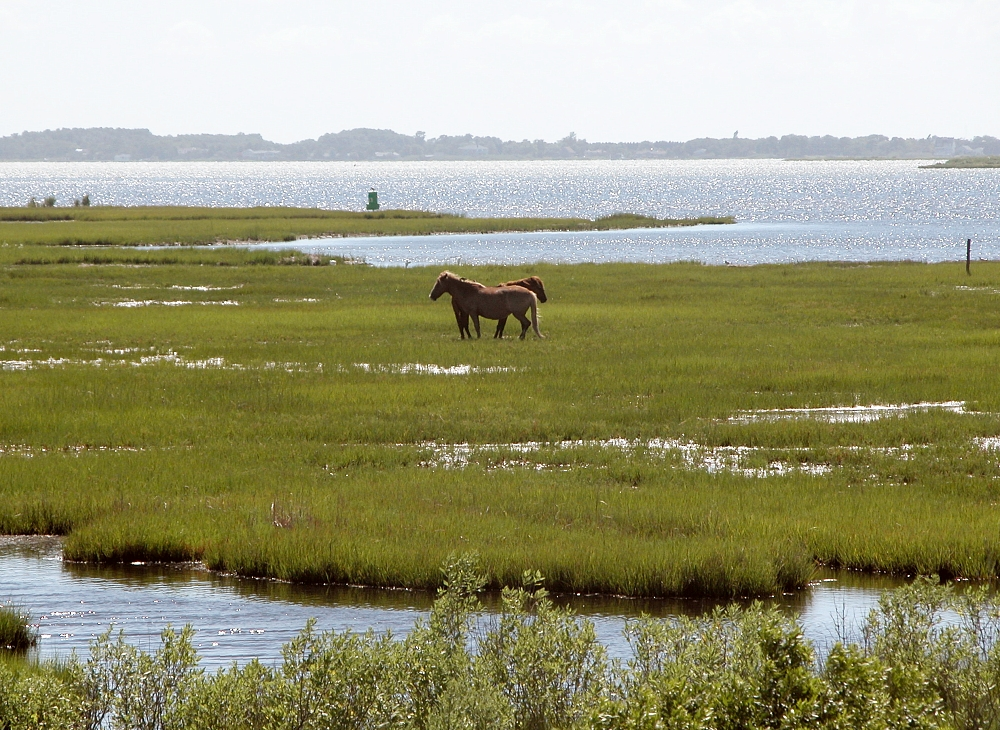
Ponis cimarrones chincoteague en la isla Assateague en Virginia, Estados Unidos

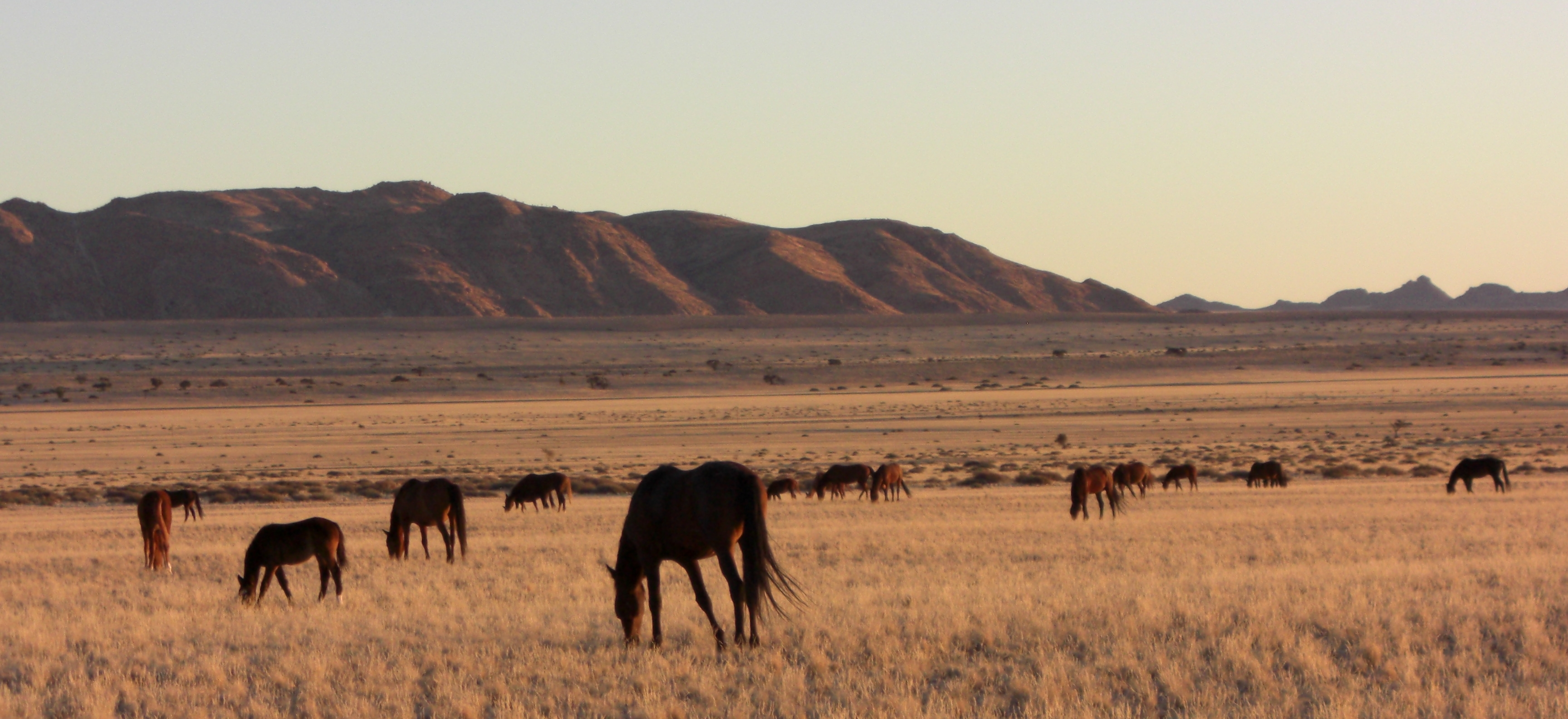
Caballos asilvestrados del Namib

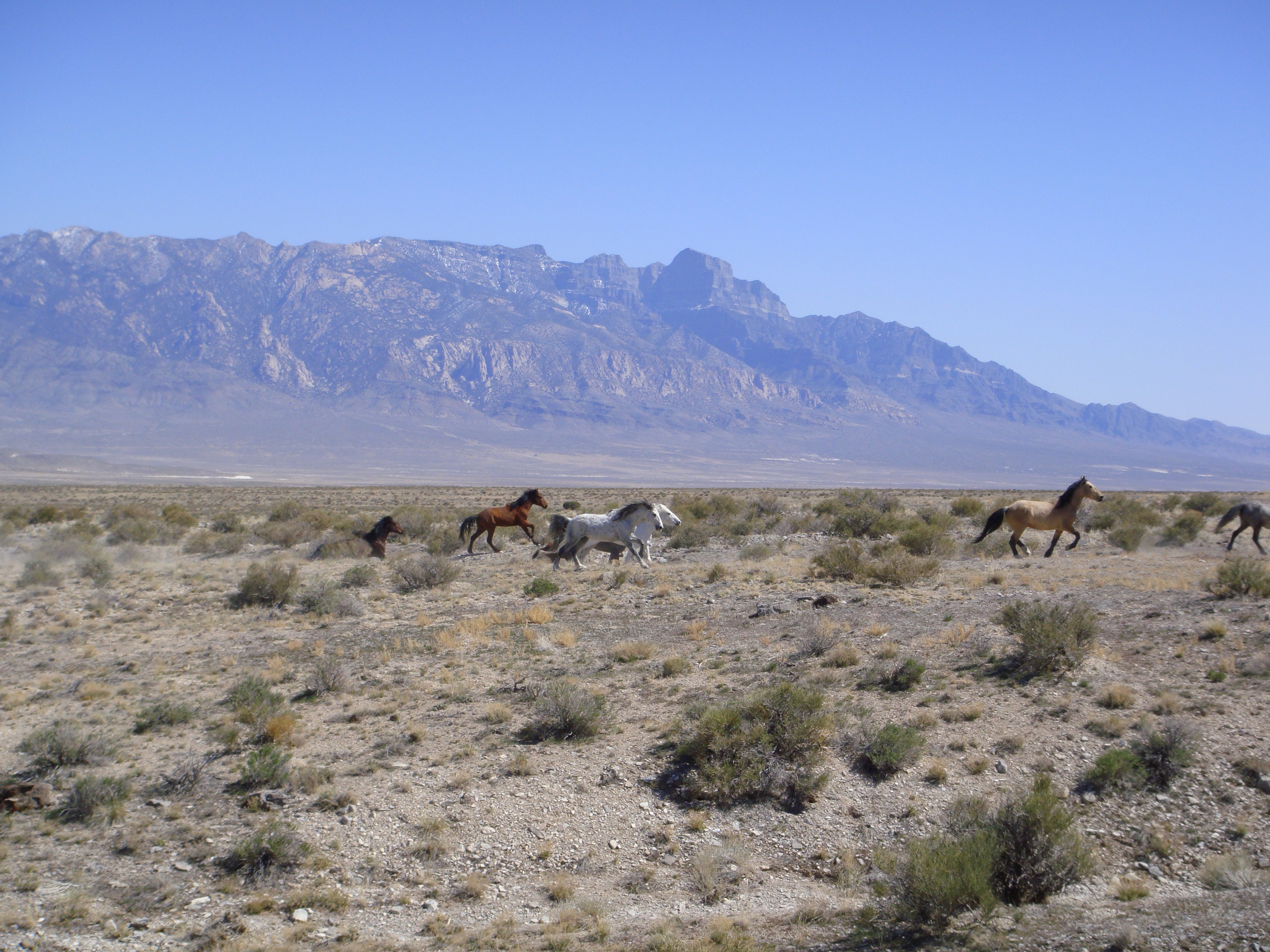
Caballos cimarrones en el Valle de Tue en Utah, EE. UU.

Un caballo cimarrón o asilvestrado es un caballo que vive en estado salvaje pero que tiene antepasados domésticos. Como tal, un caballo cimarrón no es un animal salvaje en el sentido de un animal sin ancestros domesticados. Sin embargo, algunas poblaciones de caballos asilvestrados son tratados como fauna silvestre..., y estos caballos son llamados comúnmente caballos «salvajes». Los caballos cimarrones son descendientes de caballos domésticos perdidos, escapados o que fueron intencionalmente liberados al mundo salvaje y lograron sobrevivir y reproducirse allí. Alejados de los humanos y con el paso del tiempo, los patrones de comportamiento de estos animales tiende a revertirse a un comportamiento muy similar al de los caballos salvajes. Algunos caballos que viven como asilvestrados son en ocasiones cuidados y utilizados por humanos, en especial si son de propiedad privada, y son conocidos como «semi-cimarrones».
Los caballos cimarrones viven en grupos llamados bandas, caballadas, tropillas o manadas. Las manadas de caballos cimarrones, al igual que las manadas de caballos salvajes, son conformadas por pequeños grupos liderados por un caballo macho dominante, acompañado de otros machos, sus potros, y caballos inmaduros de ambos sexos... Por lo general existe un semental, aunque ocasionalmente unos cuantos machos menos dominantes puede que se mantengan con el grupo. Las manadas de caballos en estado salvaje son más apropiadamente descritas como pequeños grupos que comparten un territorio en común. Los grupos por lo general son pequeños, pueden tener desde tan solo tres a cinco animales, como pueden llegar a contar con más de una docena. Esta composición suele variar con el paso del tiempo a medida que animales jóvenes son expulsados del grupo en el que nacieron y se unen a otros grupos, o sementales jóvenes desafían a machos más viejos por el control. Sin embargo, dados los ecosistemas cerrados como los refugios en los que la mayoría de los caballos cimarrones viven hoy en día, con el fin de mantener la diversidad genética el tamaño mínimo para una población sustentable de caballos asilvestrados es de unos 150-200 animales.

## Poblaciones de caballos cimarrones

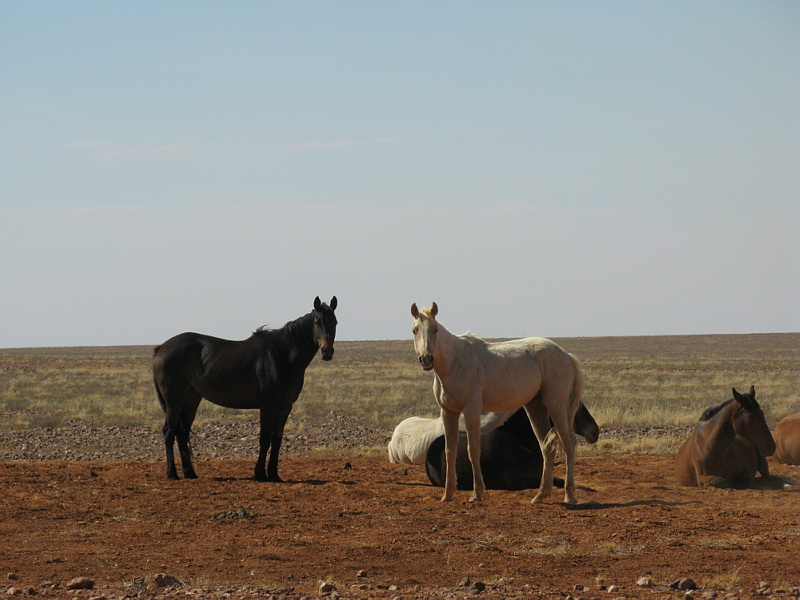
Brumbies junto a la pista Innamincka

Los caballos que viven en un estado salvaje pero que tienen ancestros que han sido domesticados no son verdaderos caballos "salvajes", sino que son caballos cimarrones o baguales. Los mejores ejemplos de estos caballos cimarrones son los caballos "salvajes" del oeste estadounidense. Cuando los europeos reintrodujeron los caballos en las Américas, comenzando con la llegada de los conquistadores en el siglo XV, algunos caballos se escaparon y formaron las manadas cimarrones conocidas hoy en día como mustangos.
Los caballos asilvestrados durante la conquista española de América forman las manadas de mustangs (del español Mesteño) que hoy se pueden ver en las praderas de Estados Unidos y las de caballos salvajes o baguales de algunos lugares de Argentina y Chile (durante el Pleistoceno había caballos en América que luego se extinguieron). Los mustangs son incluso una especie protegida en EE. UU.
Australia tiene la mayor cantidad de caballos cimarrones en el mundo, con un número que sobrepasa los 400 000 caballos baguales. El nombre equivalente del mustango en Australia es el brumby, los descendientes cimarrones de caballos llevados a Australia por los colonos británicos.
En Portugal, existen dos poblaciones de caballos cimarrones libres conocidos como sorraia en las llanuras del sur, y Garrano en las serranías del norte.  También hay poblaciones de caballos cimarrones aisladas en varios otros lugares, entre ellos la Isla Sable cerca de la costa de Nueva Escocia, en la isla Assateague cerca de las costas de Virginia y Maryland, y en la isla de Vieques cerca de las costas de Puerto Rico. Se dice que algunos de estos caballos son los descendientes de caballos que lograron nadar hasta tierra firme cuando los barcos en los que viajaban se hundieron. Otros puede que hayan sido llevados intencionalmente a las diferente islas por colonos y hayan sido dejados allí para que se reproduzcan libremente, o hayan sido abandonados cuando los asentamientos humanos fracasaron.
Una población moderna de caballos cimarrones (Janghali ghura) se puede encontrar en el parque nacional Dibru-Saikhowa y reserva Biosférica de Assam, en el noreste de India, una manada de aproximadamente 79 caballos que descendieron de animales que escaparon de campamentos durante la Segunda Guerra Mundial.
En América del Norte, los caballos cimarrones son descendientes de los caballos que fueron domesticados en Europa; aunque muchas subespecies prehistóricas hoy en día sí evolucionaron en América del Norte. Aunque existen similitudes entre ciertos genes de tanto los caballos fósiles como los caballos modernos de América del Norte, no se cree que sean miembros de la misma especie. En el oeste de los Estados Unidos, algunas manadas de caballos y burros están protegidas bajo la Ley de Caballos y Burros Salvajes y Asilvestrados de 1971.

## Caballos cimarrones modernos

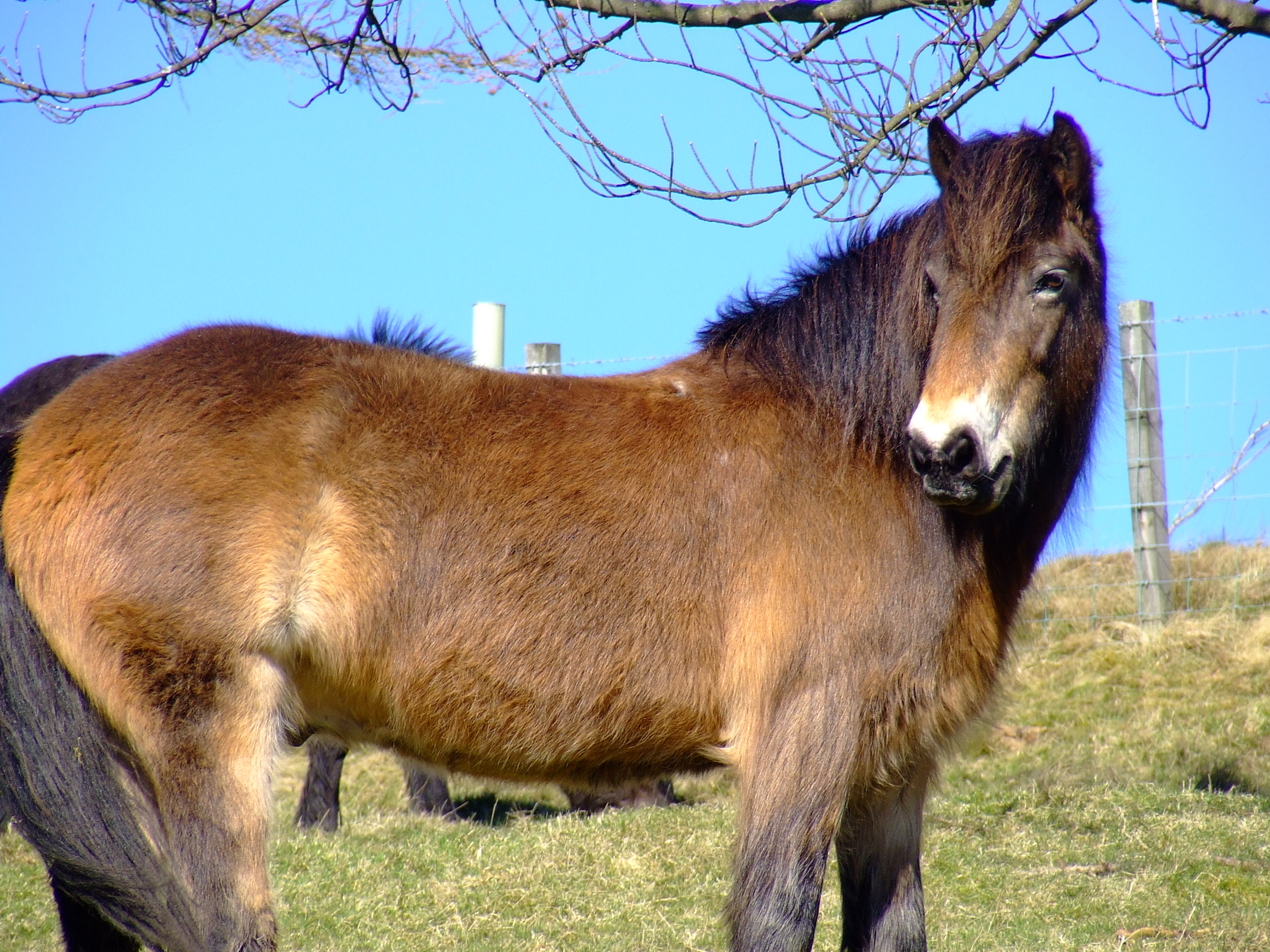
Caballo cimarrón en Pentland Hills, Escocia

Los tipos de caballos cimarrones modernos que tienen un porcentaje significativo de su población viviendo en estado cimarrón, incluso cuando puede que haya algunos de sus especímenes que hayan sido domesticados, incluyen los siguientes tipos, variedades autóctonas y razas:
- Bagual, en la Patagonia de Argentina y Chile
- Caballo banker, en las Outer Banks de Carolina del Norte
- Brumby, el caballo cimarrón de Australia
- Poni chincoteague, en la isla Assateague cerca de las costas de Virginia y Maryland
- Caballo de la isla Cumberland, en la isla Cumberland cerca de la costa del sur de Georgia, Estados Unidos.
- Caballo del delta del Danubio, dentro y en los alrededores del Bosque de Letea, entre los ramas Sulina y Chilia del Danubio
- Caballo salvaje Elegesi Qiyus (Cayuse), Canadá; vive en el Valle de Nemaiah en Columbia Británica.[7]
- Garrano, un caballo cimarrón del norte de Portugal
- Caballo Kaimanawa, Nueva Zelanda
- Caballo Kondudo, en la región de Kondudo, Etiopía; especie amenazada
- Caballo Marismeño, presente en el parque nacional de Doñana en Huelva, España
- Caballo Misaki, Japón
- Mustang, protegido legalmente en el oeste de los Estados Unidos por la Ley de Caballos y Burros Salvajes y Asilvestrados de 1971.
- Caballo del desierto del Namib, Namibia
- Caballo Nokota
- Sorraia, un caballo cimarrón del sur de Portugal
- Poni de la Isla Sable, en Nueva Escocia
- Poni Galés, en gran parte domesticado, pero existe una población de unos 180 animales[8] que vive en las colinas del Carneddau en el norte de Gales. Existen otras poblaciones que deambulan por las partes orientales del parque nacional Brecon Beacons.

## Caballos semicimarrones
En el Reino Unido existen manadas de ponis que aparentemente viven en condiciones salvajes en varias regiones, especialmente en Darmtoor, Exmoor y New Forest. También existen poblaciones similares de caballos y ponis en otras partes del continente europeo. No obstante, estos animales no son realmente cimarrones, ya que todos son de propiedad privada, y se pasean por los páramos y bosques bajo derechos comunes de pastado de sus dueños. Una proporción de ellos no han sido cabestrados y una proprorción aún más pequeña lo ha sido para ser montados pero han sido dejados deambular por varias razones (por ejemplo, para darles un descanso en su entrenamiento y así permitirles crecer, para darles un descanso para que puedan reproducirse en condiciones naturales, o porque están retirados). En otros casos, los animales puede que sean propiedad del gobierno y sean observados de cerca en reservas controladas.
Algunos de estos son:
- Caballo camargo, en los pantados del delta del río Rhone en el sur de Francia
- Poni dartmoor, Inglaterra; en su mayoría domesticados, pero también vive en manadas semicimarrones
- Poni exmoor, Inglaterra; en su mayoría domesticados, pero también vive en manadas semicimarrones
- Konik, se originó en Europa del Este, y vive en estado semicimarrón en Oostvaardersplassen.
- Poni del nuevo bosque, Inglaterra; en su mayoría domesticados, pero también vive en manadas semicimarrones en la región de Hampshire
- Pottoka, en su mayoría domesticados, pero también vive en manadas semicimarrones

## Impactos de las poblaciones de caballos cimarrones
Las poblaciones de caballos cimarrones son por lo general problemáticas, lo que ha enfrentado a ganaderos con aficionados a los caballos y otros grupos defensores de los animales. Cada hábitat es impactado en forma distinta por los caballos cimarrones. En regiones en donde viven caballos cimarrones y anteriormente había caballos salvajes nativos del lugar, una población controlada puede que tenga un impacto mínimo sobre el medioambiente, especialmente cuando su territorio principal es uno en el que no tiene que competir con otro ganado domesticado en forma significativa. No obstante, en áreas en las que son una especie introducida, como en Australia, o si se le permite a la población exceder la extensión disponible, puede que existan impactos significativos sobre el suelo, la vegetación (incluyendo sobrepastoreo) y animales que son especies autóctonas. Si una población de caballos cimarrones vive cerca de la civilización, su comportamiento puede hacer de que causen daños a cercas construidas por humanos para su ganado o estructuras similares. En algunos casos, en donde los caballos cimarrones compiten con ganado doméstico, especialmente en áreas públicas en las que se permiten múltiples usos, como en el Oeste de los Estados Unidos, existe una controversia considerable sobre cual es la especie que es responsable de la degradación de las tierras. Esto ha llevado a que los agricultores comerciales argumenten a favor de eliminar las poblaciones de caballos cimarrones para permitir que existan más tierras para pastoreo de vacas y ovejas, mientras que los defensores de los caballos cimarrones recomiendan que se reduzca el número de ganado permitido para pastar en tierras públicas.
Existen ciertas poblaciones que tienen un valor histórico o sentimental importante, como el poni chincoteague que vive en la isla Assateague, una costa nacional con un ecosistema delicado, o el poni misaki de Japón que vive en un pequeño refugio dentro de los límites de la municipalidad de Kushima. Estas poblaciones logran prosperar gracias a un minucioso cuidado que incluye el uso de los animales para promover el tursimo para apoyar la economía local. Las poblaciones cimarrones más sostenibles son adimistradas a través de varias formas de sacrificios, los cuales, dependiendo de la nación y otras condiciones locales, puede incluir la captura de animales para su adopción o venta, o la, en muchas ocasiones polémica, práctica de simplemente matarlos.  A veces también se utiliza control de fertilidad, pese a que es costoso y debe ser repetido regularmente.